# 白露湖
白露湖是一个位于中国湖北省潜江、监利、公安县的湖泊，面积约为5.5平方千米。